# Polityka handlowa
Polityka handlowa (polityką handlu zagranicznego lub polityka handlu międzynarodowego) – ogół decyzji rządowych dotyczących odpłatnej wymiany dóbr i usług pomiędzy państwami. Decyzje te bezpośrednio wpływają na oddziaływanie i kontrolę obrotów handlowych. Podobnie jak w przypadku każdego rodzaju polityki, w polityce handlowej do osiągania planowanych celów stosuje się konkretne narzędzia - instrumenty:
1. cło importowe;
2. ograniczenia ilościowe;
3. bariery pozataryfowe;
4. subwencje eksportowe.

## Klasyfikacja instrumentów polityki handlowej
ad. 1) Najpowszechniejszym środkiem ograniczającym negatywne efekty gospodarcze zbyt wzmożonego importu towarów z zagranicy są cła importowe, nazywane niekiedy taryfą celną. Cła zmuszają importera do zapłaty na rzecz państwa określonej sumy pieniędzy, związanej bądź z ilością importowanego towaru, bądź z jego wartością. Cła podnoszą cenę krajową dóbr importowanych przez co sprzyjają rodzimym producentom jednakże uderzają zarazem w interesy konsumentów poprzez wyżej wspomniane wzrosty cen. Mimo to, ten instrument polityki handlowej uznawany jest za bardzo efektywną formę ochrony gospodarki przed konkurencją zagraniczną. Dzięki cłom można z powodzeniem chronić strategiczne gałęzie gospodarki oraz nowo powstające spółki i przedsiębiorstwa.
ad. 2) Stanowią je przede wszystkim kontyngenty, embargo i kwoty ilościowe. Ograniczenia te w ogólnym rozumieniu mają na celu wyznaczenie górnego pułapu importu określonych towarów do danego kraju.
ad. 3) Barierami pozataryfowymi nazywamy te wszystkie ustalenia i przepisy, które nie oddziałują bezpośrednio na handel zagraniczny i ograniczenie importu (brak bezpośrednich efektów finansowych), lecz pośrednio poprzez przepisy administracyjne, akty prawne i inne ustalenia dyskryminujące towary zagraniczne w konfrontacji z dobrami i usługami krajowymi.
ad. 4) Subwencje eksportowe są formą pomocy finansowej, udzielanej przez państwo krajowym eksporterom w celu wzmacniania ich pozycji konkurencyjnej wobec producentów zagranicznych. Narzędzie to jest jedynym spośród 4 wymienionych, które wpływają na pobudzenie eksportu a nie na ograniczenie importu towarów zagranicznych.

## Podstawowe formy polityki handlowej
Polityka wolnego handlu - postuluje ogólny brak oddziaływania rządu na handel zagraniczny kraju. Eksport i import towarów powinien odbywać się bez jakiejkolwiek ingerencji państwa. Podmioty gospodarcze funkcjonujące na terenie kraju powinny mieć pełną swobodę w zakresie kształtowania rozmiarów, struktury i kierunków eksportu i importu. Stosowanie polityki wolnego handlu zagranicznego przyczynia się do wzrostu konkurencyjności, podwyższenia efektywności produkcji oraz do wzrostu realnych dochodów gospodarki.
Polityka protekcjonizmu - jest przeciwieństwem polityki wolnego handlu. Polega na wykorzystywaniu przez rząd wymienionych wcześniej instrumentów ekonomicznych i administracyjnych do osiągania (za pośrednictwem podmiotów gospodarczych) planowanych i realizowanych celów ogólnogospodarczych lub politycznych. Teoretycy twierdzą, że ta strategia polityki handlowej jest dużo mniej efektywna od polityki wolnego handlu. Ogranicza dostępność towarów na rynku krajowym, powoduje wzrost cen na dane produkty, obniża ogólnogospodarczą efektywność, a także zmniejsza realne dochody gospodarki. Co najważniejsze, pozytywne efekty protekcjonizmu są zazwyczaj krótkofalowe, w długich okresach ujawniają się liczne efekty negatywne.

## Współczesne trendy w kwestii polityki handlowej
Ogólna zasada, która wywodzi się z teorii handlu międzynarodowego, mówi iż najlepszą możliwą strategią rządu dotyczącą polityki handlowej jest zupełny brak interwencjonizmu. Jednym słowem należy w zupełności zdać się na politykę wolnego handlu. Mimo to, praktyka pokazuje, że pewien stopień ingerencji państwa jest wskazany lub być może nawet niezbędny. Przede wszystkim rząd powinien angażować się w otwarcie gospodarki na handel (zarówno eksport jak i import) i inwestycje zagraniczne, gdyż w znaczący sposób może to wpłynąć na wzrost gospodarczy. Podobny efekt w krajach rozwijających się ma wzmożona polityka eksportowa (co można wykazać na przykładzie Chin lub tzw. "tygrysów azjatyckich"). Mimo niedogodności związanych z prowadzeniem polityki importowej, nie należy zapominać, że może mieć ona także swoje zalety. Z powodzeniem można ją wykorzystywać do celów produkcyjnych bądź reeksportowych. Poza tym liberalizacja importu prowadzi do realokacji zasobów do bardziej produktywnych przedsięwzięć a w sytuacji poprawnie prowadzonej polityki makroekonomicznej staje się polityką komplementarną do polityki eksportowej i przyczynia się do przyspieszenia wzrostu gospodarczego.
Rolę państwa we współczesnych realiach ekonomicznych można sprowadzić do następujących kwestii:
1. zapewnianie dogodnej sytuacji prawnej i makroekonomicznej
2. rząd w roli mediatora między korporacjami oraz w roli agenta wspierającego duże firmy na rynku międzynarodowym
3. zachęcanie do ekspansji na rynki międzynarodowe (usuwanie barier)